# Gradačac
Gradačac – miasto w Bośni i Hercegowinie, w Federacji Bośni i Hercegowiny, w kantonie tuzlańskim, siedziba miasta Gradačac. W 2013 roku liczyło 12 764 mieszkańców, z czego większość stanowili Boszniacy.
W czasie wojny domowej lat 90. miasto było często atakowane i bombardowane przez bośniackich Serbów, jednak skutecznie się broniło.

## Współpraca
- Sivas, Turcja